# Don kocsmája
A Don kocsmája (eredeti cím: Don's Plum) 2001-es alacsony költségvetésű fekete-fehér filmdráma R. D. Robb rendezésében, Leonardo DiCaprio, Tobey Maguire és Kevin Connolly főszereplésével. A filmet Robb írta Bethany Ashton, Tawd Beckman, David Stutman és Dale Wheatley közreműködésével.
Ez Maguire és DiCaprio második filmes együttműködése a vásznon; az 1993-ban bemutatott Ez a fiúk sorsa volt az első, a 2013-ban bemutatott A nagy Gatsby pedig a harmadik.

## Cselekmény
Los Angeles-i tinédzserek egy csoportja minden héten találkozik a helyi étkezdében, hogy megbeszéljék szerencsétlen életük legújabb kalandjait.

## Szereplők
- Leonardo DiCaprio: Dere
- Tobey Maguire: Ian
- Kevin Connolly as Jeremy
- Scott Bloom: Brad
- Jenny Lewis: Sara
- Amber Benson: Amy
- Heather McComb: Constance
- Meadow Sisto: Juliet
- Marissa Ribisi: Tracy
- Nikki Cox: Karen
- Jeremy Sisto: Bernard
- Ethan Suplee: Big Bum

## Gyártás
A film nagy része improvizáció. DiCaprio és Maguire napi 575 dollárt kapott a filmben való szereplésért.

## Fogadtatás
Premierje 2001. február 10-én volt Berlinben. A Time Out New York írója, Mike D'Angelo kijelentette; "a legjobb film, amit Berlinben láttam".